# Мухомор яйцевидный
Мухомо́р яйцеви́дный (лат. Amanita ovoidea) — гриб из рода Мухомор семейства Аманитовые (Amanitaceae).

## Описание
Шляпка диаметром 6—20 см, мясистая, вначале яйцевидная, полуокруглая, затем выпукло-распростёртая, край ровный, с остатками покрывала. Кожица белая или грязновато-белая, блестящая, сухая, сначала покрыта редкими белыми хлопьями, которые с возрастом быстро исчезают.
Мякоть белая, плотная, на срезе не изменяется, запах и вкус слабо различимы. По Ж. Уду имеется слабый «морской» запах.
Ножка сплошная, плотная, размерами 10—15×3—5 см, в основании расширенная. Поверхность белая, покрыта хлопьевидно-мучнистым налётом.
Пластинки свободные, широкие, частые, белые, с возрастом приобретают кремовый оттенок, с опушёнными краями. Имеются пластиночки.
Остатки покрывал: вольва полусвободная, крупная, мешковидная, с волнистым краем или лопастная, беловатая или с коричневым оттенком, иногда желтоватая, светло-оранжевая; кольцо белое, плёнчатое, широкое, свисающее; хлопья на шляпке белые, редкие, бородавчатые, быстро исчезают, на краю шляпки хорошо заметны свисающие волокнистые остатки.
Споровый порошок белый.
Микроскопические признаки: споры 10—12×6—8 мкм, бесцветные, гладкие, от широкоовальных до удлинённо-эллипсоидных, амилоидные; базидии четырёхспоровые, 35—45×8—12 мкм, булавовидные, со стеригмами 3,5—4 мкм длиной; трама пластинок билатеральная, из бесцветных гиф диаметром 3—7 мкм; хейлоцистиды размером 30—40×6—10 мкм.

## Экология и распространение
Растёт на известковых почвах в лиственных и хвойных лесах лесах, чаще всего под буковыми (дуб, бук, каштан).
Распространён главным образом в Средиземноморье, в Европе встречается также на Британских островах, в Австрии, Швейцарии, на Украине (Закарпатье, Южный берег Крыма); в Закавказье — в Грузии; в Азии — Западная Сибирь, Япония.
Сезон август — октябрь.

## Сходные виды
Морфологически мухомор яйцевидный наиболее близок к Amanita neoovoidea, описанному в Японии, и к североамериканскому виду Amanita prairiicola.
Ядовитые:
Мухомор яйцевидный можно спутать со смертельно ядовитыми мухоморами с белыми плодовыми телами:
- Мухомор вонючий (Amanita virosa) — вольва меньших размеров, кольцо быстро исчезает, оставляя волокнистые кольцевидные пояски.
- Мухомор весенний (Amanita verna)
- Мухомор близкий (Amanita proxima)

## Пищевые качества
Съедобность гриба поставлена под сомнение. Был зафиксирован ряд отравлений.